# Barcelona kerületei

Barcelona tíz kerülete

Barcelona, Katalónia székhelye jelenleg 10 kerületre (katalánul districte, spanyolul distrito) van felosztva. A jelenlegi felosztás 1984-ben alakult ki, történelmi alapokra helyezkedve, nagyrészt az egykor Barcelona körül kialakult önálló települések határaihoz igazodva. Az egyes kerületek politikai egységekként is működnek, képviselőt küldenek a városi tanácsba. A kerületek területükön saját hatáskörrel rendelkeznek a városüzemeltetés és az infrastrukturális elemek bizonyos területei felett.
A kerületek negyedekből (katalánul barrí, spanyolul barrio) állnak. 

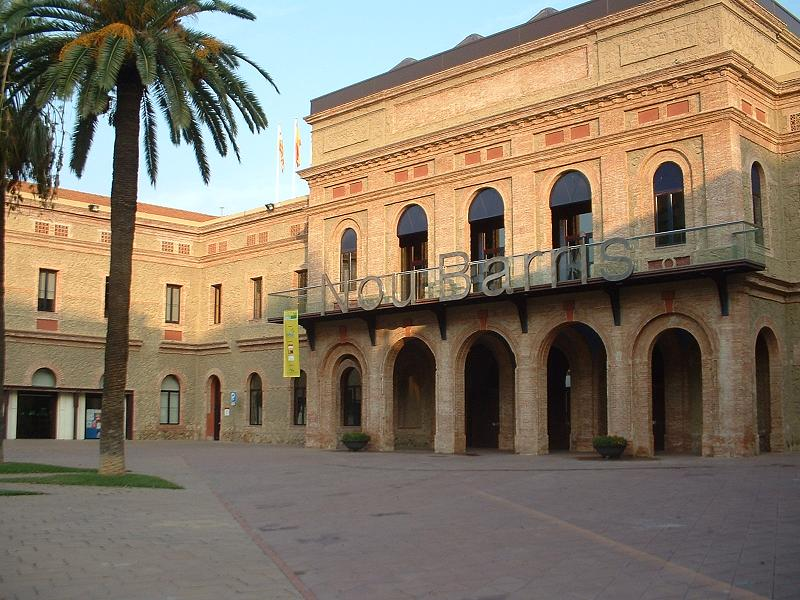
Nou Barris kerület polgármesteri hivatala

## Részletes adatok
| A kerület száma | Térkép | Név                 | Terület (km²) | Népesség (fő, 2021) | Népsűrűség (fő/km²) | Negyedek | Képviselő                    | Irányító párt |
| --------------- | ------ | ------------------- | ------------- | ------------------- | ------------------- | --- | ---------------------------- | ------------- |
| 1               |        | Ciutat Vella        | 4,11          | 109 672             | 26.684,2            | Barceloneta · Barri Gòtic · La Ribera · El Raval | Carles Martí i Jufresa       | PSC           |
| 2               |        | Eixample            | 7,46          | 269 349             | 36.105,8            | Esquerra de l'Eixample · Dreta de l'Eixample · Barri de Sant Antoni · Fort Pienc | Assumpta Escarp i Gibert     | PSC           |
| 3               |        | Sants-Montjuïc      | 22,68         | 187 026             | 8.246,3             | Hostafrancs · La Bordeta · Montjuïc · Poble-Sec · Sants | Immaculada Moraleda i Pérez  | PSC           |
| 4               |        | Les Corts           | 6,02          | 81 576              | 13.550,8            | Camp de la Creu · Camp Vell · Can Batllori · Can Sòl de Baix · Centre de les Corts · Can Bacardí · La Mercè · Pedralbes · Sant Ramon · Zona Universitària                                                                               | Montserrat Ballarín i Espuña | PSC           |
| 5               |        | Sarrià-Sant Gervasi | 19,91         | 149 201             | 7.493,8             | Can Caralleu · Collserola · El Farró · El Putget · El Rectoret · Font del Món · Galvany · La Bonanova · Les Planes · Les tres torres · Mas Guimbau · Mas Sauró · Sant Gervasi de Cassoles · Sarrià · Tibidabo · Turó Parc · Vallvidrera | Katty Carreras-Moysi         | PSC           |
| 6               |        | Gràcia              | 4,19          | 123 276             | 29.421,5            | Camp d'en Grassot · El Coll · La Salut · Penitents · Vallcarca | Ricard Martínez i Monteagudo | ERC           |
| 7               |        | Horta-Guinardó      | 11,96         | 173 944             | 14.543,8            | Baix Guinardó · Can Baró · Carmel · Font d'en Fargas · Font del Gos · Guinardó · Horta · La Clota · Montbau · Sant Genís · Taxonera · Vall d'Hebron                                                                                     | Elsa Blasco i Riera          | ICV           |
| 8               |        | Nou Barris          | 8,05          | 173 552             | 21.559,3            | Barri de Vallbona · Can Peguera · Canyelles · Ciutat Meridiana · Guineueta · Porta · Prosperitat · Roquetes · Torre Baró · Torre Llobeta · Trinitat Nova · Turó de la Peira · Verdum · Vilapicina                                       | José Ignacio Cuervo          | PSC           |
| 9               |        | Sant Andreu         | 6,59          | 151 537             | 22.995              | Baró de Viver · Bon Pastor · Congrés · La Sagrera · Navas · Sant Andreu de Palomar · Trinitat Vella | Sara Jaurrieta               | PSC           |
| 10              |        | Sant Martí          | 10,39         | 241 181             | 23.212,8            | Besòs · Clot-Camp de l'Arpa · La Ciutadella · La Verneda · Poblenou · Sant Martí de Provençals | Francesc Narváez             | PSC           |

## Fordítás
Ez a szócikk részben vagy egészben  a   Distritos de Barcelona című spanyol Wikipédia-szócikk fordításán alapul.  Az eredeti cikk szerkesztőit annak laptörténete sorolja fel. Ez a jelzés csupán a megfogalmazás eredetét és a szerzői jogokat jelzi, nem szolgál a cikkben szereplő információk forrásmegjelöléseként.